# Bindi

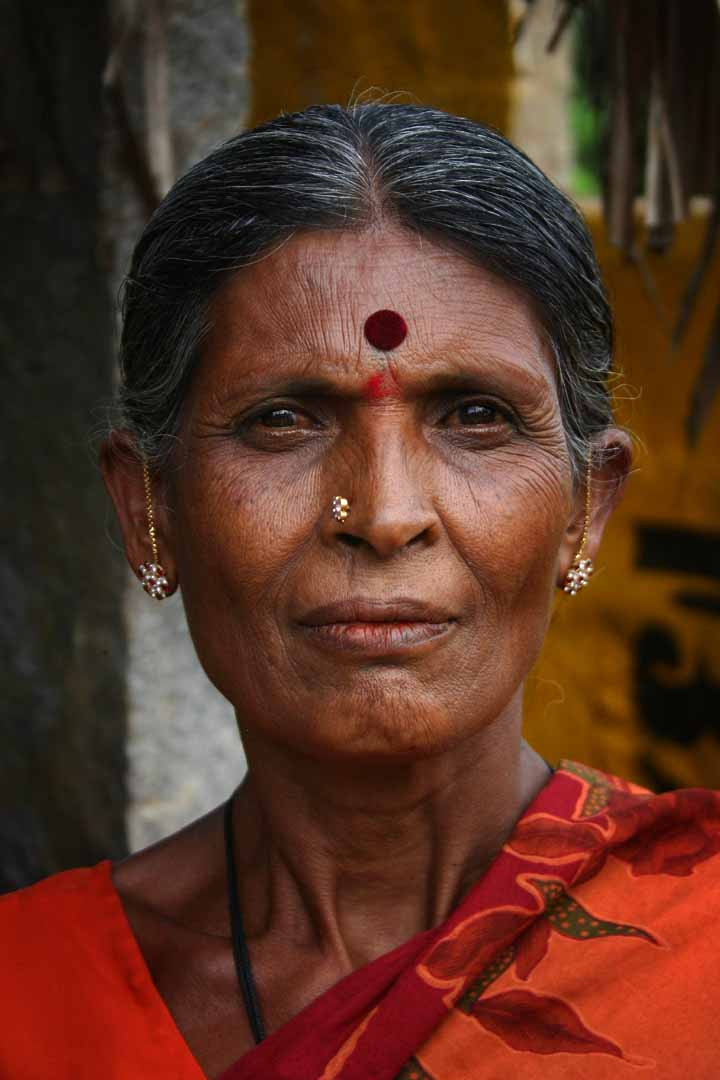
Indická žena s bindi

Bindi (z bindu, což znamená v sanskrtu „tečka“ nebo „kapka“) je ozdoba čela nošená zejména v Indii a také v dalších zemích jižní a jihovýchodní Asie. Tradičně jde o tečku červené barvy uprostřed čela blízko obočí, ale může také jít o znak nebo o šperk na tomto místě. Tradičně bindi nosily vdané ženy. V dnešní době tuto ozdobu nosí ženy i dívky bez ohledu na věk, rodinný stav, vyznání nebo etnickou příslušnosti.